# Pa’l mundo
A Pa'l mundo ('A világnak') Wisin & Yandel ötödik stúdióalbuma. 2005. november 8-án adták ki a Machete Music és WY Records kiadók által. Az album a duó első nagy sikere: mára több, mint 3 000 000 példány kelt el belőle világszerte.
A lemezt három különböző kiadásban adták ki:
- eredetileg 2005-ben;
- másodszor 2006-ban bővített verzióként;
- harmadszor 2007-ben válogatás albumként.

## Az album dalai

### Pa'l mundo (2005)
| #   | Cím                                                  | Hossz |
| --- | ---------------------------------------------------- | ----- |
| 1.  | Dale (intro) (featuring: Mr. Phillip)                | 3:10  |
| 2.  | Manigueta                                            | 2:47  |
| 3.  | Llamé pa' verte (bailando sexy)                      | 3:14  |
| 4.  | Paleta (featuring: Daddy Yankee)                     | 2:55  |
| 5.  | Sólo una noche                                       | 3:01  |
| 6.  | Mayor que yo parte 2                                 | 3:47  |
| 7.  | La barría (featuring: Héctor "El Father")            | 2:55  |
| 8.  | Calle callejero                                      | 2:56  |
| 9.  | Sin él                                               | 2:52  |
| 10. | Rakata                                               | 2:52  |
| 11. | Sensación (featuring: Tony Dize)                     | 2:34  |
| 12. | Tabla                                                | 2:54  |
| 13. | Noche de sexo (featuring: Aventura)                  | 3:25  |
| 14. | Mírala bien                                          | 2:36  |
| 15. | La compañía (featuring: Franco "El Gorila" & Gadiel) | 3:23  |
| 16. | Lento                                                | 2:56  |
| 17. | Títere                                               | 2:38  |
| 18. | Yo quiero                                            | 2:44  |
| 19. | Fuera de base                                        | 3:06  |

### Pa'l mundo: deluxe edition (2006)
Az album 2006-ban kiadott bővített változata. Tartalmaz egy második lemezt, valamint egy bónusz DVD-t.

#### CD 1
- Megegyezik a Pa'l mundo album első 19 számával.

#### CD 2
| #  | Cím                                                                      | Hossz |
| -- | ------------------------------------------------------------------------ | ----- |
| 1. | Pam pam                                                                  | 3:47  |
| 2. | Te noto tensa (Wisin featuring: Tony Dize)                               | 2:36  |
| 3. | Toma (Wisin featuring: Franco "El Gorila")                               | 3:01  |
| 4. | La quebranta hueso (featuring: El Tío)                                   | 3:23  |
| 5. | Mayor que yo parte 2 (remix) (featuring: Tony Dize & Franco "El Gorila") | 4:01  |
| 6. | Burn it up (featuring: R. Kelly)                                         | 3:52  |
| 7. | Sácala (featuring: Héctor "El Father" & Don Omar)                        | 3:22  |
| 8. | Llora mi corazón (featuring: La Secta AllStar)                           | 3:07  |

#### DVD
| #  | Cím                              |
| -- | -------------------------------- |
| 1. | Llamé pa' verte (bailando sexy)  |
| 2. | Mírala bien                      |
| 3. | Mírala bien - making of          |
| 4. | Rakata                           |
| 5. | Burn it up (featuring: R. Kelly) |
| 6. | Exclusive interview              |

### Pa'l mundo: first class delivery (2007)
| #   | Cím                                                                                                 | Hossz |
| --- | --------------------------------------------------------------------------------------------------- | ----- |
| 1.  | Pam pam                                                                                             | 3:47  |
| 2.  | Rakata                                                                                              | 2:52  |
| 3.  | Mayor que yo (featuring: Baby Ranks, Tony Tun-Tun, Daddy Yankee & Héctor "El Father")               | 4:08  |
| 4.  | Pegao                                                                                               | 3:52  |
| 5.  | Llamé pa' verte (bailando sexy)                                                                     | 3:14  |
| 6.  | No me dejes sólo (featuring: Daddy Yankee)                                                          | 2:50  |
| 7.  | El teléfono (featuring: Héctor "El Father")                                                         | 3:55  |
| 8.  | Noche de sexo (featuring: Aventura)                                                                 | 3:25  |
| 9.  | Yo te quiero                                                                                        | 3:27  |
| 10. | Sácala (featuring: Héctor "El Father" & Don Omar)                                                   | 3:59  |
| 11. | Mírala bien                                                                                         | 2:36  |
| 12. | Paleta (featuring: Daddy Yankee)                                                                    | 2:55  |
| 13. | Burn it up (featuring: R. Kelly)                                                                    | 3:52  |
| 14. | Dem bow                                                                                             | 2:04  |
| 15. | Sólo una noche                                                                                      | 3:01  |
| 16. | Noche de entierro (nuestro amor) (featuring: Daddy Yankee, Héctor "El Father", Tony Tun-Tun & Zion) | 2:56  |
| 17. | Torre de babel (featuring: David Bisbal)                                                            | 2:38  |